# 619
619 (DCXIX na numeração romana) foi um ano comum do século VII, do Calendário Juliano, da Era de Cristo, teve início e fim numa segunda-feira, com a letra dominical G.
| ano completo                         |
| ------------------------------------ |
| Ano comum com início à segunda-feira |

## Eventos
- 23 de Dezembro - É eleito o Papa Bonifácio V